# Аппельфельд, Аарон
Ааро́н А́ппельфельд (ивр. אהרון אפלפלד‎; 16 февраля 1932, Старая Жадова, Королевство Румыния — 4 января 2018, Петах-Тиква, Израиль) — известный израильский прозаик и поэт.

## Биография
Аарон (Эрвин) Аппельфельд вырос единственным ребёнком в состоятельной семье в Черновцах. Его родители, Михаэль и Боня Аппельфельд, дома говорили на рафинированном немецком языке, но ребёнок выучил также идиш, так как проводил лето у бабушки и дедушки в Карпатских горах, в местной общине садагурских хасидов.
Во время Второй мировой войны, когда Аппельфельду было 8 лет, и он окончил первый класс советской школы, Черновцы вновь оккупировали румынские войска. Его семья оказалась в Черновицком гетто. Мать была застрелена на глазах мужа и сына. Аарон был депортирован вместе со своим отцом в один из концентрационных лагерей Транснистрии. По пути туда он сумел сбежать и скрывался в течение трёх лет до освобождения этой местности Красной армией, в которую он вступил в качестве повара. В рядах этой армии он дошёл до Югославии. После войны Аппельфельд провёл несколько месяцев в лагере для перемещённых лиц в Италии. В 1946 году он репатриировался в Палестину за два года до объявления независимости Израиля. Он воссоединился со своим отцом после того как нашёл его имя в списках Еврейского агентства. К этому времени, по воспоминаниям самого Аппельфельда, он говорил на смеси русского, украинского, идиша и немецкого языков и практически не умел писать ни на одном из них.
В Израиле Аппельфельд завершил формальное школьное образование и выучил иврит, язык, на котором он начал писать. Его первыми литературными произведениями были рассказы, но постепенно он перешёл к романам. После службы в армии он окончил Еврейский университет в Иерусалиме по отделению идиша и литературы на этом языке, которую изучал под руководством основателя отделения идиша, литературоведа Дова Садана. В 1958 году он вошёл в круг собиравшихся на квартире писателя Лейба Рохмана (1918—1978) пишущих на идише литераторов (А. Суцкевер).
Аппельфельд жил в последние годы в городе Мевасерет-Цион и преподавал литературу в Университете имени Бен-Гуриона в Негеве.

## Знание языков
Аарон Аппельфельд был одним из известнейших авторов Израиля на иврите, несмотря на то, что он не знал этого языка в детстве. Его родной язык немецкий язык, но он также говорил на идише, украинском, русском, английском и итальянском языках.
Аппельфельд приобрёл свою первую книгу на иврите в возрасте 25 лет, это была книга «Король из плоти и крови» Моше Шамира. В интервью газете «Гаарец» он сказал, что ужасно мучился над ней, потому что она была написана на иврите Мишны и ему пришлось искать каждое слово в словаре.

## Награды
- 1975 — премия Бреннера
- 1979 — Литературная премия имени Бялика
- 1983 — Премия Израиля
- 1989 — National Jewish Book Award
- 1997 — иностранное почётное членство Американской академии искусств и наук
- 2005 — Немецкая премия Нелли Закс «За совокупность литературных трудов, освещающих тему Катастрофы»[12]
- 2004 — Французская премия Медичи в категории «лучшее зарубежное произведение» за роман «История жизни»[12]
- 2012 — Премия «Индепендент» за переводную прозу

## Публикации на русском языке
- Катерина. Пер. В. Радуцкого. М.: Текст, 2007. — 251 с.
- Цветы тьмы. Пер. М. Черейского. М.: Corpus, 2016. — 352 с.